# Breviksbron
Breviksbron (norska: Breviksbrua) är en hängbro i Telemark fylke i södra Norge, där riksväg 354 korsar Frierfjorden mellan staden Stathelle i Bamble kommun och staden Brevik i Porsgrunns kommun. Den är 677 meter lång och öppnades för trafik 1962.
Bron utgjorde från början en del av Europaväg 18 men avlöstes 1996 av Grenlandsbron när E18 fick en ny sträckning längre västerut.